# Daniel Boyarin
Daniel Boyarin (en hébreu :  דניאל בוירין), né en 1946 à Asbury Park dans le New Jersey, est un universitaire, philosophe et historien, spécialiste d'histoire des religions. Il a une double nationalité américaine et israélienne. Il se définit lui-même comme un juif orthodoxe.

## Carrière
Après ses études au Goddard College et à l'université Columbia, Daniel Boyarin obtint son doctorat au Jewish Theological Seminary of America. Il a ensuite été professeur à l'université Ben Gourion du Néguev, à l'Université hébraïque de Jérusalem, à l'université Bar-Ilan, à université Yale, à université Harvard, à l'université Yeshiva et à l'université de Californie à Berkeley. Il est membre de l'Enoch Seminar et du comité directorial du Journal Henoch. Depuis 1990, il enseigne la culture du Talmud au département d'études proche-orientales de l'Université de Californie à Berkeley. En 2005, il fut élu à l'Académie américaine des arts et des sciences. 

## Publications
En français
- Mourir pour Dieu : L'invention du martyre aux origines du judaïsme et du christianisme, Paris, Bayard, 2004 (lire en ligne)
- Pouvoirs de Diaspora : Essai sur la pertinence juive, Paris, Cerf, 2007 (lire en ligne)
- La partition du judaïsme et du christianisme, Paris, Cerf, 2011 (lire en ligne)
- Le Christ juif. À la recherche des origines, Paris, Cerf, 2013 (présentation en ligne)
- Une vie dans le Talmud (entretien avec Clémence Boulouque), Paris, Bayard, 2016 (lire en ligne)
- Une patrie portative : Le Talmud de Babylone comme diaspora, Paris, Cerf, 2016 (lire en ligne)

En anglais
- (en) A Critical Edition of the Babylonian Talmud (thèse de doctorat), Tractate Nazir, 1975
- (en) Sephardic Speculation : A Study in Methods of Talmudic Interpretation (Hebrew), Jérusalem, Hebrew University, 1989
- (en) Intertextuality and the Reading of Midrash, Bloomington, Indiana University Press, 1990
- (en) Carnal Israel : Reading Sex in Talmudic Culture, Berkeley, University of California Press, 1993
- (en) A Radical Jew : Paul and the Politics of Identity, Berkeley, University of California Press, 1994
- (en) Unheroic Conduct : The Rise of Heterosexuality and the Invention of the Jewish Man, University of California Press, 1997
- (en) Dying for God : Martyrdom and the Making of Christianity and Judaism, Stanford University Press, 1999
- (en) Queer Theory and the Jewish Question, Columbia University Press, 2003
- (en) Border Lines : The Partition of Judaeo-Christianity, University of Pennsylvania Press, 2004
- (en) Socrates and the Fat Rabbis, University of Chicago Press, 2009
- (en) The Jewish Gospels : The Story of the Jewish Christ, The New Press (en), 2012